# ルイス・フィーゴ
ルイス・フィーゴことルイス・フィリペ・マデイラ・カエイロ・フィーゴ（Luís Filipe Madeira Caeiro Figo、[luˈiʃ fɨˈlipɨ mɐˈðɐjrɐ kɐˈɐjru figu]、1972年11月4日 - ）は、ポルトガル・リスボン出身の元サッカー選手。元同国代表。現役時代のポジションはMF。攻撃的MFや右サイドMFを主戦場としていた。原語の発音により忠実な発音は「ルイーシュ・フィリーぺ・マデイラ・カエイロ・フィーグ」。
フィーゴはポルトガル代表として127試合に出場するなど、黄金世代の中心選手として長らく代表を支えた。その創造性とドリブル技術の高さから、1990年代で最も偉大な選手の一人とも評されている。リーガ・エスパニョーラでは通算106アシストを記録しており、これはリオネル・メッシに次ぐ歴代二位の記録である。2000年にはバロンドールを受賞し、翌年の2001年にはFIFA最優秀選手賞を受賞した。2004年にはペレが作成した偉大な100人のサッカー選手のリスト、FIFA 100にも選出されている。フィーゴは、スペインにおけるライバルチームとして知られるFCバルセロナとレアル・マドリードの双方でプレーした選手の一人でもある。2000年に6000万ユーロでバルセロナからレアル・マドリードに移籍した際は、大きな物議となった。

## クラブ経歴

### 幼少期
1972年11月4日、父アントニオ・カエイロ・フィーゴと母マリア・ジョアナ・ペスターナ・マデイラの一人息子として生まれる。幼少期は、アルマダの労働者階級の地区コヴァ・ダ・ピエダーデで育った。

### スポルティングCP

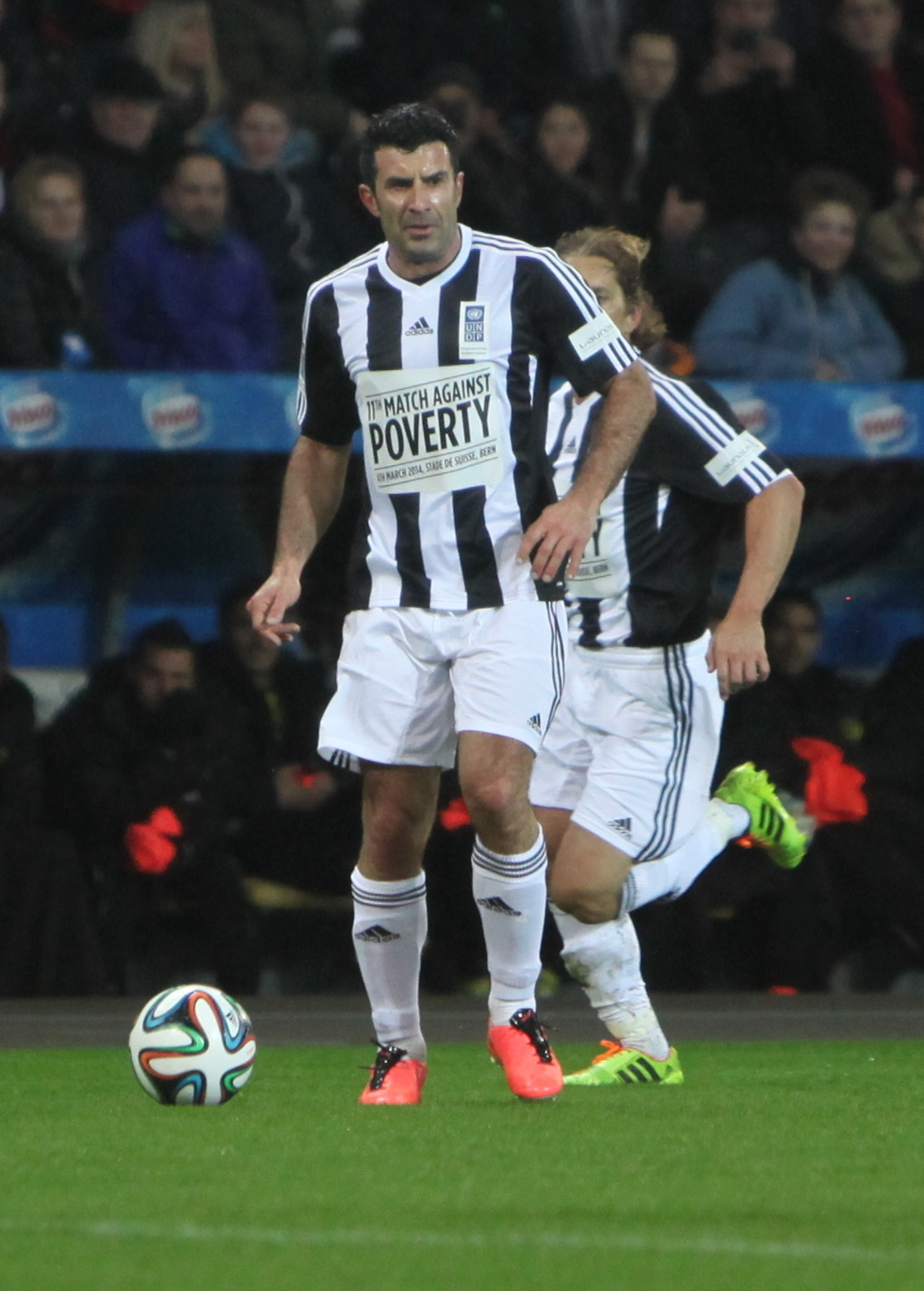
チャリティマッチでプレイするフィーゴ（2014年）

フィーゴはストリートでサッカーを始め、11歳の時、ポルトガルのスポルティングCPの下部組織に入団した。あまりの学業の優秀さから、入団する際の同意書には「サッカーに専念すること」という内容が含まれていた。1989年からトップチームに昇格し、1994年にはプリメイラ・リーガ最優秀選手、1995年にはポルトガル最優秀選手に選出された。

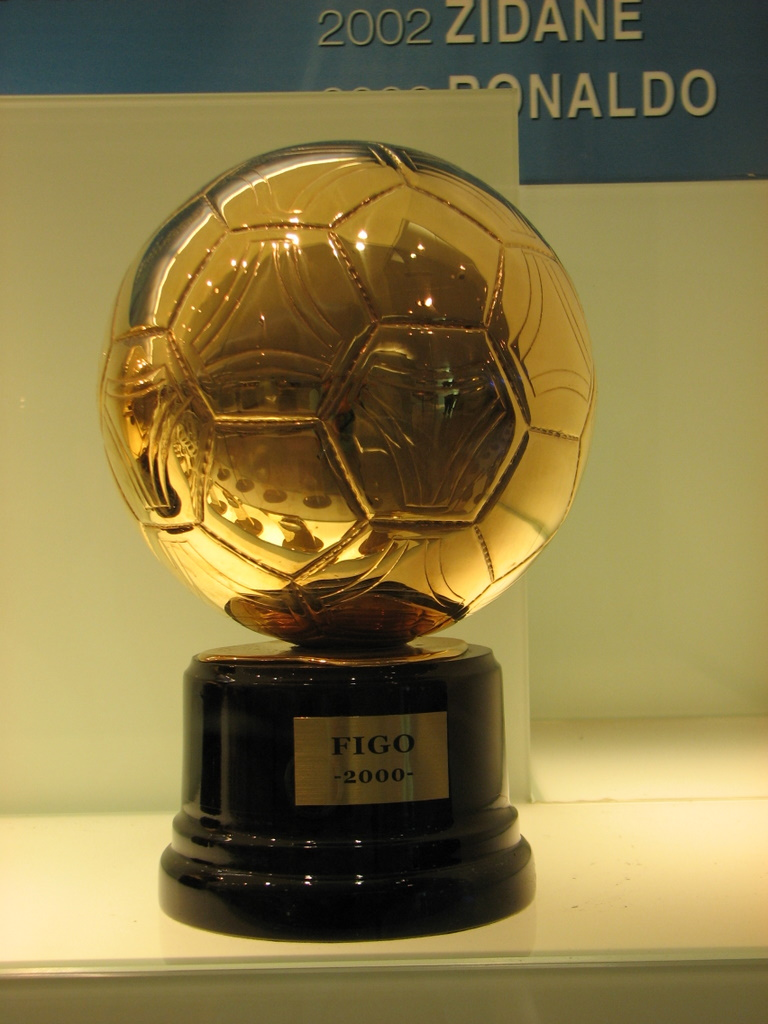
バロンドール 2000年

### バルセロナ
1995年にユヴェントスFC、パルマFCが獲得に興味を示した。ユヴェントスとの仮契約を結んだ後に、より好条件を提示したパルマと契約し二重契約の状態となった。そのためユヴェントスはイタリアサッカー連盟に契約の不服を訴え、協議裁定の結果、フィーゴはその後2年間の間イタリアのクラブと契約を締結する事を禁止された。この出来事がきっかけでリスボンで居場所がなくなり、同年に移籍金225万ポンドでスペインのFCバルセロナへ移籍。契約的にはパルマの選手でありながら、バルセロナの選手でもある形になっていたが、1996年夏にパルマはフィーゴの所有権をバルセロナに売却した。パトリック・クライファート、リバウドと共に3トップを形成し、国内外の数々のタイトルを獲得する原動力となり、ドリーム・チーム以降のバルセロナのシンボルとして支持を得た。2000年には、欧州年間最優秀選手を受賞した。

### 禁断の移籍
2000年7月、フィーゴはバルセロナのライバルチームであるレアル・マドリードに、6000万ユーロの金額で電撃移籍を果たした。この「禁断の移籍」は、激怒したバルセロナ・サポーターが、フィーゴ自身が経営するバルセロナ市内の日本料理店を破壊するという騒動にまで発展した。そのため引退した現在もなお、ペセテーロ（守銭奴）と呼び彼を許さないバルセロニスタも多い。しかし、後にフィーゴは「バルサを去ったのは、お金のためではなく、クラブから評価を受けられなかったからだ。」と、金のための移籍ではなかったことを明かした。
2000年10月に行われたレアル・マドリードへの移籍後初のカンプ・ノウでのバルセロナとの試合では、フィーゴがボールに触れれば即ブーイングが起き、「守銭奴」フィーゴの顔を印刷した100億ペセタ（移籍金）のニセ札が投げ込まれた。また、2002年11月の同スタジアムにおける試合では、フィーゴがコーナーキックを蹴ろうとした際はスタンドからビンやゴミやペットボトル、さらには子豚の頭まで投げ入れられた。また、EURO2004のギリシャとの決勝戦でも、試合中にFCバルセロナの旗を持ったバルセロナ・サポーターの男性がピッチに乱入する場面があった。
この移籍によるバルセロナとの遺恨は引退後も残っており、2015年にはチャンピオンズリーグ決勝の前日に決勝を戦う両クラブ（バルセロナとユヴェントスFC）の元所属選手が世界選抜と試合をするフレンドリーマッチにおいて、UEFAはバルセロナのレジェンドとしてフィーゴを招待したものの、バルセロナがこれを拒否しフィーゴは試合に参加しなかった。
このような騒動があったにもかかわらず、フィーゴにとってバルセロナ時代は思い出深いものらしく、インタビューでは「バルセロナで過ごした時間は、最高に素晴らしい日々だった」と振り返っている。その一方で、「レアル・マドリードへの移籍という判断に後悔は無い」、「バルセロナでは自分が悪役であっても構わない」とも語っている。

### レアル・マドリード
レアル・マドリードでは、伝統的なライバル間の移籍というプレッシャーの中、ラウル・ゴンサレス、ロベルト・カルロス、翌2001年に加入したジネディーヌ・ジダンらと共に攻撃陣を形成し、銀河系軍団と称されるレアル・マドリードの黄金期の中心選手となり、自身も2001年にはFIFA最優秀選手賞を受賞した。また、同クラブ在籍中にはリーガ通算100アシストという記録も達成した。
2004-05シーズンは、レギュラーとして序盤は右サイドで、2005年1月にバランサーとしてトーマス・グラヴェセンが加入してからはスポルティングCP在籍時以来のトップ下でプレーし、まずまずのパフォーマンスを見せていたが、終盤にルシェンブルゴ監督との確執が生じ、それ以降は先発出場が激減した。

### インテル・ミラノ
2005-06シーズンからはインテルへ移籍し、活躍の場をイタリアへ移した。セリエAでもUEFAチャンピオンズリーグでも中盤の右サイドで活躍した。
2006年12月にサウジ・プレミアリーグの強豪アル・イテハドへのレンタル移籍が取り沙汰され、シーズン終了後の移籍が正式に発表されたが、クラブ側の契約内容不履行（具体的にどのようなことであったかは不明）を理由に移籍は消滅した。プレー続行を希望するインテル側の要望に応え、2007-08シーズンもインテルで戦うことを決定した。しかし、起用法などから徐々にロベルト・マンチーニ監督との確執が表面化し、「来シーズンもマンチーニが残るなら移籍する」という旨の発言をした。その後、2008-09シーズンからは同胞のジョゼ・モウリーニョがインテルの監督に就任、「経験を生かし、若手の指南役になってほしい」との意見を聞き、フィーゴはインテルに残ることとなった。
同シーズン、2009年5月30日に、現役引退をインテルの公式サイトで発表した。そして、5月31日のアタランタ戦を最後に現役を引退した。

## 代表経歴

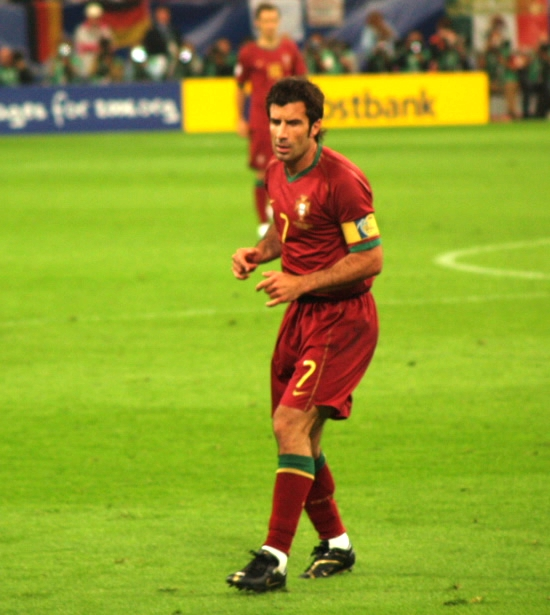
ポルトガル代表時代のフィーゴ

1991年にはポルトガルU-20代表としてFIFAワールドユース選手権優勝に貢献。ルイ・コスタ、パウロ・ソウザ、フェルナンド・コウト、ジョアン・ピントらと共にポルトガルの将来を担う「ゴールデン・ジェネレーション（黄金の世代）」と呼ばれた。
1991年10月16日にルクセンブルクとの親善試合で代表デビューを飾った。当時18歳でプロデビューして間もない若手選手であったが、ゴールデン・ジェネレーションと呼ばれた仲間達と共に代表に定着し2度のワールドカップ（2002 FIFAワールドカップ、2006 FIFAワールドカップ）、3度の欧州選手権（EURO1996・EURO2000・EURO2004）に出場した。
2000年のEURO2000では初戦のイングランド戦で0-2のビハインドから見事なミドルシュートを決め逆転勝利の口火を切り、準々決勝のトルコ戦ではヌーノ・ゴメスへ2アシストの活躍でベスト4へ導いた。
その後、一度は代表引退を表明していたが、2006 FIFAワールドカップ予選で復帰し、ポルトガル代表は無敗で予選を通過した。本大会では、グループリーグ初戦のアンゴラ戦では得意のドリブルからアシストを見せるなど、ポルトガルの40年ぶりのベスト4進出に貢献。ドイツとの3位決定戦を最後に、代表から引退した。
代表での通算出場試合数は127試合、通算得点数は32得点であり、通算出場試合数の記録は2016年にクリスティアーノ・ロナウドに更新されるまでポルトガル代表の歴代最多記録だった。

## 引退後
引退後はインテルの幹部に就任した。2015年の国際サッカー連盟FIFA会長選へ向けて、立候補を表明していた が、選挙期間中に討論や演説の機会を十分に与えられなかったとして立候補を取り下げた。

## 選手としての特徴
スピードに乗った切れ味鋭いドリブルを武器とする。攻撃的ミッドフィルダーで特に右サイドを得意としている。

## 個人成績
| 国内大会個人成績 | 国内大会個人成績   | 国内大会個人成績 | 国内大会個人成績 | 国内大会個人成績 | 国内大会個人成績 | 国内大会個人成績 | 国内大会個人成績   | 国内大会個人成績 | 国内大会個人成績 | 国内大会個人成績 | 国内大会個人成績 |
| 年度             | クラブ             | 背番号           | リーグ           | リーグ戦         | リーグ戦         | リーグ杯         | リーグ杯           | オープン杯       | オープン杯       | 期間通算         | 期間通算         |
| 年度             | クラブ             | 背番号           | リーグ           | 出場             | 得点             | 出場             | 得点               | 出場             | 得点             | 出場             | 得点             |
| ポルトガル       | ポルトガル         | ポルトガル       | ポルトガル       | リーグ戦         | リーグ戦         | リーグ杯         | リーグ杯           | ポルトガル杯     | ポルトガル杯     | 期間通算         | 期間通算         |
| ---------------- | ------------------ | ---------------- | ---------------- | ---------------- | ---------------- | ---------------- | ------------------ | ---------------- | ---------------- | ---------------- | ---------------- |
| 1990-91          | スポルティングCP   | 24               | プリメイラ       | 3                | 0                |                  |                    |                  |                  |                  |                  |
| 1991-92          | スポルティングCP   | 7                | プリメイラ       | 34               | 1                | 7                | 0                  |                  |                  |                  |                  |
| 1992-93          | スポルティングCP   | 7                | プリメイラ       | 32               | 0                | 8                | 1                  |                  |                  |                  |                  |
| 1993-94          | スポルティングCP   | 7                | プリメイラ       | 31               | 8                | 1                | 0                  |                  |                  |                  |                  |
| 1994-95          | スポルティングCP   | 7                | プリメイラ       | 34               | 7                | 7                | 3                  |                  |                  |                  |                  |
| スペイン         | スペイン           | スペイン         | スペイン         | リーグ戦         | リーグ戦         | 国王杯           | 国王杯             | オープン杯       | オープン杯       | 期間通算         | 期間通算         |
| 1995-96          | FCバルセロナ       | 7                | プリメーラ       | 35               | 5                | 8                | 1                  |                  |                  |                  |                  |
| 1996-97          | FCバルセロナ       | 7                | プリメーラ       | 36               | 4                | 9                | 2                  |                  |                  |                  |                  |
| 1997-98          | FCバルセロナ       | 7                | プリメーラ       | 35               | 5                | 4                | 0                  |                  |                  |                  |                  |
| 1998-99          | FCバルセロナ       | 7                | プリメーラ       | 34               | 7                | 10               | 1                  |                  |                  |                  |                  |
| 1999-00          | FCバルセロナ       | 7                | プリメーラ       | 32               | 9                | 2                | 0                  |                  |                  |                  |                  |
| 2000-01          | レアル・マドリード | 10               | プリメーラ       | 34               | 9                | 1                | 0                  |                  |                  |                  |                  |
| 2001-02          | レアル・マドリード | 10               | プリメーラ       | 28               | 7                | 6                | 1                  |                  |                  |                  |                  |
| 2002-03          | レアル・マドリード | 10               | プリメーラ       | 33               | 10               | 1                | 0                  |                  |                  |                  |                  |
| 2003-04          | レアル・マドリード | 10               | プリメーラ       | 36               | 8                | 8                | 3                  |                  |                  |                  |                  |
| 2004-05          | レアル・マドリード | 10               | プリメーラ       | 33               | 3                | 0                | 0                  |                  |                  |                  |                  |
| イタリア         | イタリア           | イタリア         | イタリア         | リーグ戦         | リーグ戦         | イタリア杯       | イタリア杯         | オープン杯       | オープン杯       | 期間通算         | 期間通算         |
| 2005-06          | インテル・ミラノ   | 7                | セリエA          | 34               | 5                | 3                | 0                  |                  |                  |                  |                  |
| 2006-07          | インテル・ミラノ   | 7                | セリエA          | 32               | 2                | 7                | 0                  |                  |                  |                  |                  |
| 2007-08          | インテル・ミラノ   | 7                | セリエA          | 17               | 1                | 1                | 0                  |                  |                  |                  |                  |
| 2008-09          | インテル・ミラノ   | 7                | セリエA          | 22               | 1                | -                | -                  |                  |                  |                  |                  |
| 通算             | ポルトガル         | ポルトガル       | プリメイラ       | 134              | 16               | 23               | 4\|\|\|\|\|\|\|\|  |                  |                  |                  |                  |
| 通算             | スペイン           | スペイン         | プリメーラ       | 336              | 67               | 49               | 8\|\|\|\|\|\|\|\|  |                  |                  |                  |                  |
| 通算             | イタリア           | イタリア         | セリエA          | 105              | 9                | 11               | 0\|\|\|\|\|\|\|\|  |                  |                  |                  |                  |
| 総通算           | 総通算             | 総通算           | 総通算           | 575              | 92               | 84               | 12\|\|\|\|\|\|\|\| |                  |                  |                  |                  |

## 代表歴

### 出場大会
- ポルトガル代表
  - 2002 FIFAワールドカップ
  - 2006 FIFAワールドカップ

### 試合数
- 国際Aマッチ 127試合 32得点（1991年-2006年）[38][31]

| ポルトガル代表 | 国際Aマッチ | 国際Aマッチ |
| 年             | 出場        | 得点        |
| -------------- | ----------- | ----------- |
| 1991           | 3           | 0           |
| 1992           | 7           | 1           |
| 1993           | 5           | 0           |
| 1994           | 5           | 2           |
| 1995           | 6           | 1           |
| 1996           | 9           | 2           |
| 1997           | 7           | 2           |
| 1998           | 6           | 0           |
| 1999           | 9           | 4           |
| 2000           | 13          | 6           |
| 2001           | 9           | 9           |
| 2002           | 10          | 0           |
| 2003           | 10          | 3           |
| 2004           | 11          | 1           |
| 2005           | 7           | 0           |
| 2006           | 10          | 1           |
| 通算           | 127         | 32          |

### 得点
| #   | 開催年月日     | 開催地                                                   | 対戦国             | スコア | 結果 | 試合概要                                |
| --- | -------------- | -------------------------------------------------------- | ------------------ | ------ | ---- | --------------------------------------- |
| 1.  | 1992年11月11日 | パリ、スタッド・ド・パリ                                 | ブルガリア         | 1-1    | 2-1  | 親善試合                                |
| 2.  | 1994年10月9日  | リガ、ダウガヴァ・スタジアム                             | ラトビア           | 0-3    | 1-3  | UEFA EURO '96予選                       |
| 3.  | 1994年11月13日 | リスボン、旧エスタディオ・ジョゼ・アルヴァラーデ         | オーストリア       | 1-0    | 1-0  | UEFA EURO '96予選                       |
| 4.  | 1995年6月3日   | ポルト、エスタディオ・ダス・アンタス                     | ラトビア           | 1-0    | 3-2  | UEFA EURO '96予選                       |
| 5.  | 1996年6月19日  | ノッティンガム、シティ・グラウンド                       | クロアチア         | 1-0    | 3-0  | UEFA EURO '96                           |
| 6.  | 1996年9月7日   | ティラナ、ケマル・スタファ・スタジアム                   | アルバニア         | 0-1    | 0-3  | 1998 FIFAワールドカップ・ヨーロッパ予選 |
| 7.  | 1997年6月7日   | ポルト、エスタディオ・ダス・アンタス                     | アルバニア         | 2-0    | 2-0  | 1998 FIFAワールドカップ・ヨーロッパ予選 |
| 8.  | 1997年8月20日  | セトゥーバル、エスタディオ・ド・ボンフィム               | アルメニア         | 2-0    | 3-1  | 1998 FIFAワールドカップ・ヨーロッパ予選 |
| 9.  | 1999年3月31日  | ファドゥーツ、ラインパーク・シュタディオン               | リヒテンシュタイン | 0-2    | 0-5  | UEFA EURO 2000予選                      |
| 10. | 1999年8月18日  | リスボン、エスタディオ・ナシオナル (リスボン)            | アンドラ           | 3-0    | 4-0  | 親善試合                                |
| 11. | 1999年9月4日   | バクー、トフィク・バフラモフ・スタジアム                 | アゼルバイジャン   | 1-1    | 1-1  | UEFA EURO 2000予選                      |
| 12. | 1999年9月8日   | ブカレスト、スタディオヌル・ステアウア                   | アイルランド       | 1-1    | 1-1  | UEFA EURO 2000予選                      |
| 13. | 2000年3月29日  | レイリア、エスタディオ・Drマガリャエス・ペッソア         | デンマーク         | 2-1    | 2-1  | 親善試合                                |
| 14. | 2000年6月2日   | シャヴェス、エスタディオ・ムニシパル・デ・シャヴェス     | ウェールズ         | 1-0    | 3-0  | 親善試合                                |
| 15. | 2000年6月12日  | アイントホーフェン、フィリップス・スタディオン           | イングランド       | 1-2    | 3-2  | UEFA EURO 2000                          |
| 16. | 2000年8月16日  | ヴィゼウ、エスタディオ・ド・フォンテロ                   | リトアニア         | 1-0    | 5-1  | 親善試合                                |
| 17. | 2000年9月3日   | タリン、カドリオルグ・スタジアム                         | エストニア         | 0-2    | 1-3  | 2002 FIFAワールドカップ・ヨーロッパ予選 |
| 18. | 2000年11月15日 | ブラガ、5月1日スタジアム                                 | イスラエル         | 1-0    | 2-1  | 親善試合                                |
| 19. | 2001年2月28日  | フンシャル、エスタディオ・ドス・バレイロス               | アンドラ           | 2-0    | 3-0  | 2002 FIFAワールドカップ・ヨーロッパ予選 |
| 20. | 2001年2月28日  | フンシャル、エスタディオ・ドス・バレイロス               | アンドラ           | 3-0    | 3-0  | 2002 FIFAワールドカップ・ヨーロッパ予選 |
| 21. | 2001年3月28日  | ポルト、エスタディオ・ダス・アンタス                     | オランダ           | 2-2    | 2-2  | 2002 FIFAワールドカップ・ヨーロッパ予選 |
| 22. | 2001年6月2日   | ダブリン、ランズダウン・ロード                           | アイルランド       | 1-1    | 1-1  | 2002 FIFAワールドカップ・ヨーロッパ予選 |
| 23. | 2001年8月15日  | ファロ、エスタディオ・デ・サン・ルイス                   | モルドバ           | 1-0    | 3-0  | 親善試合                                |
| 24. | 2001年8月15日  | ファロ、エスタディオ・デ・サン・ルイス                   | モルドバ           | 2-0    | 3-0  | 親善試合                                |
| 25. | 2001年8月15日  | ファロ、エスタディオ・デ・サン・ルイス                   | モルドバ           | 3-0    | 3-0  | 親善試合                                |
| 26. | 2001年10月6日  | リスボン、エスタディオ・ダ・ルス                         | ブルガリア         | 5-0    | 5-0  | 2002 FIFAワールドカップ・ヨーロッパ予選 |
| 27. | 2001年11月14日 | リスボン、旧エスタディオ・ジョゼ・アルヴァラーデ         | アンゴラ           | 1-1    | 5-1  | 親善試合                                |
| 28. | 2003年4月2日   | ローザンヌ、スタッド・オランピック・ドゥ・ラ・ポンテーズ | 北マケドニア       | 1-0    | 1-0  | 親善試合                                |
| 29. | 2003年10月11日 | リスボン、エスタディオ・デ・レステロ                     | アルバニア         | 1-0    | 5-3  | 親善試合                                |
| 30. | 2003年11月19日 | レイリア、エスタディオ・Drマガリャエス・ペッソア         | クウェート         | 3-0    | 8-0  | 親善試合                                |
| 31. | 2004年5月29日  | アゲダ、エスタディオ・ムニシパル・デ・アゲダ             | ルクセンブルク     | 1-0    | 3-0  | 親善試合                                |
| 32. | 2006年6月3日   | メス、スタッド・ムニシパル・サン＝サンフォリアン         | ルクセンブルク     | 3-0    | 3-0  | 親善試合                                |

## タイトル
| スポルティングCP - ポルトガルカップ：1回 (1994-95) FCバルセロナ - UEFAカップウィナーズカップ：1回 (1996-97) - UEFAスーパーカップ：1回 (1997) - スペインリーグ1部：2回 (1997-98, 1998-99) - コパ・デル・レイ : 2回 (1996-97, 1997-98) - スペインスーパーカップ：1回 (1996) レアル・マドリード - スペインリーグ1部：2回 (2000-01, 2002-03) - スペインスーパーカップ：2回 (2001, 2003) - UEFAチャンピオンズリーグ：1回 (2001-02) - UEFAスーパーカップ：1回 (2002) - トヨタカップ：1回 (2002) インテル・ミラノ - セリエA：4回 (2005-06, 2006-07, 2007-08, 2008-09) - コッパ・イタリア：1回 (2005-06) - スーペルコッパ・イタリアーナ：3回（2005, 2006, 2008） U-20ポルトガル代表 - FIFAワールドユース選手権：1回（1991） | - 欧州年間最優秀選手：1回 (2000) - 英誌ワールドサッカー選出世界年間最優秀選手：1回 (2000) - FIFA最優秀選手賞：1回 (2001) - リーガ・エスパニョーラ最優秀外国人選手：3回 (1998-99, 1999-2000, 2000-01) - ポルトガル最優秀選手：6回 (1995, 1996, 1997, 1998, 1999, 2000) - プリメイラ・リーガ最優秀選手：1回 (1994) - UEFAベストイレブン：1回 (2003) - FIFA 100 |